# ملعب الميناء
ملعب الميناء هو ملعب أولمبي يستخدم لمباريات كرة القدم لنادي الميناء ويقع في مدينة البصرة جنوب العراق. وهو من أقدم الملاعب في منطقة الخليج العربي.

## التجديد
في عام 2011 قامت وزارة الشباب والرياضة العراقية بهدم الملعب لإنشاء اخر على نفس مساحة الأرض وبسعة 30,000 متفرج بعدما كان يتسع لـ10,000 متفرج. وقد شيد على ارض مساحتها 51 دونما في منطقة المعقل في البصرة وملحق به ملعبان تدريبيان بسعة 400 متفرج لكل منهما.
أُفتتح الملعب رسمياً من جديد يوم 26 كانون الأول 2022 في مباراة جمعت نادي الميناء العراقي و نادي الكويت الكويتي ويعتبر هذا الأفتتاح تجريبياً قُبيل استضافة الملعب لمباريات المجموعة الثانية في خليجي 25 في البصرة.

## قائمة المباريات الدولية
آخر تحديث 16 كانون الثاني 2023.
| #  | التاريخ              | المباراة                           | النتيجة | المنافسة      | الحضور |
| -- | -------------------- | ---------------------------------- | ------- | ------------- | ------ |
| 1. | 30 كانون الأول 2022  | العراق × الكويت                    | 1–0     | ودية          | 21,452 |
| 2. | 7 كانون الثاني 2023  | البحرين × الإمارات العربية المتحدة | 2–1     | كأس الخليج 25 |        |
| 3. | 7 كانون الثاني 2023  | قطر × الكويت                       | 2–0     | كأس الخليج 25 |        |
| 4. | 10 كانون الثاني 2023 | الكويت × الإمارات العربية المتحدة  | 1–0     | كأس الخليج 25 |        |
| 5. | 10 كانون الثاني 2023 | البحرين × قطر                      | 2–1     | كأس الخليج 25 |        |
| 6. | 12 كانون الثاني 2023 | عمان × السعودية                    | 2–1     | كأس الخليج 25 |        |
| 7. | 13 كانون الثاني 2023 | قطر × الإمارات العربية المتحدة     | 1–1     | كأس الخليج 25 |        |
| 8. | 16 كانون الثاني 2023 | عمان × البحرين                     | 1–0     | كأس الخليج 25 |        |